# サウス・アンドロス
サウス・アンドロス（英語: South Andros）はバハマの県である。

## 隣接行政区画
- マングローブ・キー

## 交通
- サウス・アンドロス空港（英語版）